# Medisch Centrum Sint-Jozef
Het Medisch Centrum Sint-Jozef is een katholiek psychiatrisch ziekenhuis gelegen te Munsterbilzen.
In 1895 kwamen vier zusters uit de Franse congregatie 'Les soeurs de Saint-Joseph du Bon Pasteur' op uitnodiging naar Munsterbilzen, waar ze in de gebouwen van de oude abdij van Munsterbilzen gingen wonen. Daar gaven ze lager onderwijs aan meisjes en stichtten een psychiatrische inrichting, het Asile Saint-Joseph pour des femmes aliénées, later Medisch Centrum Sint-Jozef genaamd.
Constant Van den Hove was de eerste directeur-geneesheer. Samen met zijn schoonfamilie NEYT speelde hij een belangrijke rol bij de oprichting van het psychiatrisch centrum. In 1899 verbleven er al 300 patiënten.